# I liga argentyńska w piłce nożnej (1961)
Mistrzem Argentyny w roku 1961 został klub Racing Club de Avellaneda, a wicemistrzem Argentyny klub San Lorenzo de Almagro.
Do drugiej ligi spadły dwa ostatnie kluby w tabeli spadkowej – Club Atlético Lanús i Los Andes Buenos Aires. Na ich miejsce awansował z drugiej ligi jeden klub – CA Argentino de Quilmes. Pierwsza liga została zmniejszona z 16 do 15 klubów.
Do Copa Libertadores 1962 zakwalifikował się tylko mistrz Argentyny Racing Club de Avellaneda.

## Primera División

### Kolejka 1
| Data             | Mecz |
| ---------------- | --- |
| 16 kwietnia 1961 | Racing Club de Avellaneda – Argentinos Juniors 3:2 Rubén H. Sosa, Pedro Mansilla, Carlos Borges - Osvaldo Carceo, Hugo O. González                |
| 16 kwietnia 1961 | Rosario Central – Boca Juniors 0:0 |
| 16 kwietnia 1961 | River Plate – Club Atlético Lanús 5:2 Ermindo Onega (4, 1k), “Roberto” Frojuelo - Eduardo Curia (2)                                               |
| 16 kwietnia 1961 | San Lorenzo de Almagro – CA Huracán 5:2 José F. Sanfilippo (2, 1k), Héctor Facundo (2), Miguel A. Ruiz - José A. Diz, Norberto Menéndez (k)       |
| 16 kwietnia 1961 | Los Andes Buenos Aires – Independiente 0:3 Edgardo D’Ascenzo (2), Vladas Douksas mecz rozegrany został na stadionie klubu CA Argentino de Quilmes |
| 16 kwietnia 1961 | Atlanta Buenos Aires – Chacarita Juniors 2:0 Julio Nuin (k), Norberto Conde                                                                       |
| 16 kwietnia 1961 | Gimnasia y Esgrima La Plata – Ferro Carril Oeste 7:1 Diego Bayo (3), Néstor Isella, Ricardo Infante (2), Luis Ciaccia - Antonio Garabal           |
| 16 kwietnia 1961 | Vélez Sarsfield – Estudiantes La Plata 0:0 |

### Kolejka 2
| Data             | Mecz |
| ---------------- | --- |
| 23 kwietnia 1961 | Boca Juniors – Racing Club de Avellaneda 0:1 Carlos Borges |
| 23 kwietnia 1961 | Chacarita Juniors – River Plate 0:3 Moacyr Pinto (2), Roberto |
| 23 kwietnia 1961 | Ferro Carril Oeste – San Lorenzo de Almagro 0:0 |
| 23 kwietnia 1961 | Estudiantes La Plata – Atlanta Buenos Aires 0:0 |
| 23 kwietnia 1961 | Independiente – Club Atlético Lanús 3:3 Luis E. Suárez (2), Tomás Rolan - Juan C. Godoy, Urbano Reynoso, Rubén Bertulessi (k) mecz rozegrany został na stadionie klubu Racing Club de Avellaneda |
| 23 kwietnia 1961 | Argentinos Juniors – Gimnasia y Esgrima La Plata 1:1 Martín Pando - Luis Ciaccia |
| 23 kwietnia 1961 | CA Huracán – Vélez Sarsfield 2:2 Eduardo Domínguez, Norberto Menéndez - Miguel A. Basílico, Reynaldo Volken                                                                                      |
| 23 kwietnia 1961 | Los Andes Buenos Aires – Rosario Central 0:0 mecz rozegrany został na stadionie klubu CA Argentino de Quilmes                                                                                    |

### Kolejka 3
| Data             | Mecz |
| ---------------- | --- |
| 30 kwietnia 1961 | Racing Club de Avellaneda – Los Andes Buenos Aires 3:0 Juan J. Pizzuti (2), Carlos Borges                                              |
| 30 kwietnia 1961 | Rosario Central – Independiente 1:1 Rubén Navarro s - Luis E. Suárez                                                                   |
| 30 kwietnia 1961 | San Lorenzo de Almagro – Argentinos Juniors 1:4 José F. Sanfilippo - Osvaldo Carceo (2), Hugo O. González, Martín Canseco              |
| 30 kwietnia 1961 | Club Atlético Lanús – Chacarita Juniors 0:0                                                                                            |
| 30 kwietnia 1961 | River Plate – Estudiantes La Plata 2:0 Domingo Pérez, Roberto                                                                          |
| 30 kwietnia 1961 | Gimnasia y Esgrima La Plata – Boca Juniors 1:3 Ricardo Infante - Miguel A. Loayza (2), José Yudica                                     |
| 30 kwietnia 1961 | Atlanta Buenos Aires – CA Huracán 4:2 Walter Roque, Carlos Griguol, Luis Artime, Norberto Conde - Norberto Menéndez, Eduardo Domínguez |
| 30 kwietnia 1961 | Vélez Sarsfield Sarfield – Ferro Carril Oeste 2:2 José Fernández Den (k), Juan C. Icardi - Rudymar Machado, Alberto Mogaburu           |

### Kolejka 4
| Data        | Mecz |
| ----------- | --- |
| 7 maja 1961 | Ferro Carril Oeste – Racing Club de Avellaneda 1:3 Antonio Garabal - Pedro Mansilla, Juan J. Pizzuti, Carlos Borges                              |
| 7 maja 1961 | Independiente – River Plate 1:1 Luis E. Suárez - José García Castro “Pepillo” mecz rozegrany został na stadionie klubu Racing Club de Avellaneda |
| 7 maja 1961 | Boca Juniors – Los Andes Buenos Aires 0:1 José U. Farías                                                                                         |
| 7 maja 1961 | Club Atlético Lanús – Atlanta Buenos Aires 0:1 Luis Artime                                                                                       |
| 7 maja 1961 | Argentinos Juniors – Rosario Central 2:5 Hugo O. González, Martín Canseco (k) - Miguel A. Juárez (2), Alejandro Báez, Oscar Ramos, César Menotti |
| 7 maja 1961 | CA Huracán – Gimnasia y Esgrima La Plata 0:3 Juan N. Risso, Eliseo Prado, Oscar Gómez Sánchez                                                    |
| 7 maja 1961 | Chacarita Juniors – Vélez Sarsfield 2:3 Osvaldo Tornesi, Mario Rodríguez - José Fernández Den (k), Aníbal Mosca, Miguel A. Basílico              |
| 7 maja 1961 | Estudiantes La Plata – San Lorenzo de Almagro 1:1 Héctor Antonio - José F. Sanfilippo                                                            |

### Kolejka 5
| Data         | Mecz |
| ------------ | --- |
| 14 maja 1961 | Racing Club de Avellaneda – CA Huracán 2:0 Carlos Borges, Oreste Corbatta                                                               |
| 14 maja 1961 | Boca Juniors – Independiente 2:0 Mauro Maurinho, Albuquerque Almir Moraes                                                               |
| 14 maja 1961 | San Lorenzo de Almagro – Chacarita Juniors 1:0 Esteban Sosa                                                                             |
| 14 maja 1961 | Atlanta Buenos Aires – River Plate 1:1 Walter Roque - Domingo Pérez                                                                     |
| 14 maja 1961 | Vélez Sarsfield – Club Atlético Lanús 3:1 Pedro Callá (2), Rubén Bertulessi s - José Gambassi                                           |
| 14 maja 1961 | Rosario Central – Ferro Carril Oeste 3:1 Jorge Westcha, Miguel A. Juárez, César Menotti - Miguel A. Rodríguez                           |
| 14 maja 1961 | Los Andes Buenos Aires – Argentinos Juniors 3:0 José N. Villegas (2), Dardo Migone mecz rozegrany został na stadionie klubu CA Banfield |
| 14 maja 1961 | Gimnasia y Esgrima La Plata – Estudiantes La Plata 1:1 Luis Ciaccia - Héctor Antonio                                                    |

### Kolejka 6
| Data         | Mecz |
| ------------ | --- |
| 21 maja 1961 | River Plate – Vélez Sarsfield 1:0 José García Castro “Pepillo”                                                                                                 |
| 21 maja 1961 | Argentinos Juniors – Boca Juniors 0:3 Paulo Valentim (2, 1k), Ernesto Grillo mecz rozegrany został na stadionie klubu Atlanta Buenos Aires                     |
| 21 maja 1961 | Independiente – Atlanta Buenos Aires 0:0 mecz rozegrany został na stadionie klubu Racing Club de Avellaneda                                                    |
| 21 maja 1961 | Chacarita Juniors – Gimnasia y Esgrima La Plata 5:1 Eduardo Restivo (2), Roberto Brookes (2), Raúl Savoy - Néstor Isella                                       |
| 21 maja 1961 | Club Atlético Lanús – San Lorenzo de Almagro 2:2 Juan C. Lallana, Eduardo Curia - José F. Sanfilippo (2)                                                       |
| 21 maja 1961 | Estudiantes La Plata – Racing Club de Avellaneda 1:1 Juan C. Soria - Juan J. Pizzuti                                                                           |
| 21 maja 1961 | CA Huracán – Rosario Central 2:2 Emilio Melón, Norberto Menéndez (k) - Marcelo Pagani, César Menotti                                                           |
| 21 maja 1961 | Ferro Carril Oeste – Los Andes Buenos Aires 6:2 Felipe Ribaudo (2), Miguel A. Rodríguez (2, 1k), Dante Lugo, Oscar T. López - José U. Farías, José N. Villegas |

### Kolejka 7
| Data         | Mecz |
| ------------ | --- |
| 28 maja 1961 | Racing Club de Avellaneda – Chacarita Juniors 7:2 Juan J. Pizzuti (2), Rubén H. Sosa, Oreste Corbatta (2, 1k), Pedro Mansilla, Carlos Borges - Mario Rodríguez, Eduardo Restivo |
| 28 maja 1961 | Boca Juniors – Ferro Carril Oeste 4:0 Ernesto Grillo, Paulo Valentim (3, 1k) |
| 28 maja 1961 | Rosario Central – Estudiantes La Plata 0:0 |
| 28 maja 1961 | Los Andes Buenos Aires – CA Huracán 1:0 Miguel A. Baiocco mecz rozegrany został na stadionie klubu CA Banfield                                                                  |
| 28 maja 1961 | San Lorenzo de Almagro – River Plate 1:3 José F. Sanfilippo - Ermindo Onega, Domingo Pérez, José García Castro “Pepillo”                                                        |
| 28 maja 1961 | Argentinos Juniors – Independiente 0:1 Tomás Rolan (k) |
| 28 maja 1961 | Vélez Sarsfield – Atlanta Buenos Aires 1:3 Miguel A. Basílico - Luis Artime (2), Mario Griguol                                                                                  |
| 28 maja 1961 | Gimnasia y Esgrima La Plata – Club Atlético Lanús 2:0 Oscar Gómez Sánchez, Diego Bayo                                                                                           |

### Kolejka 8
| Data         | Mecz |
| ------------ | --- |
| 8 lipca 1961 | Club Atlético Lanús – Racing Club de Avellaneda 1:4 Juan C. Lallana - Juan J. Pizzuti, Carlos Borges (2), Rubén H. Sosa |
| 8 lipca 1961 | River Plate – Gimnasia y Esgrima La Plata 0:1 Diego Bayo                                                                |
| 8 lipca 1961 | Atlanta Buenos Aires – San Lorenzo de Almagro 1:2 Luis Artime - Miguel A. Ruiz, Félix Leeb                              |
| 8 lipca 1961 | Independiente – Vélez Sarsfield 0:1 Juan C. Icardi mecz rozegrany został na stadionie klubu Racing Club de Avellaneda   |
| 8 lipca 1961 | Ferro Carril Oeste – Argentinos Juniors 0:1 Hugo O. González                                                            |
| 8 lipca 1961 | Chacarita Juniors – Rosario Central 2:1 Carlos Diego, Raúl Savoy - César Menotti                                        |
| 8 lipca 1961 | Estudiantes La Plata – Los Andes Buenos Aires 3:0 Paulinho de Almeida (2), Héctor Antonio                               |
| 8 lipca 1961 | CA Huracán – Boca Juniors 2:0 Juan A. Castro, Norberto Menéndez                                                         |

### Kolejka 9
| Data          | Mecz |
| ------------- | --- |
| 16 lipca 1961 | Racing Club de Avellaneda – River Plate 2:1 Oreste Corbatta (k), Pedro Mansilla - José García Castro “Pepillo”                                                       |
| 16 lipca 1961 | San Lorenzo de Almagro – Vélez Sarsfield 3:1 Miguel A. Ruiz, José F. Sanfilippo (2) - Pedrp Callá                                                                    |
| 16 lipca 1961 | Ferro Carril Oeste – Independiente 2:1 Antonio Garabal (2) - Vladas Douskas                                                                                          |
| 16 lipca 1961 | Rosario Central – Club Atlético Lanús 1:1 César Menotti - Urbano Reynoso                                                                                             |
| 16 lipca 1961 | Boca Juniors – Estudiantes La Plata 4:0 Ernesto Grillo, Dino Sani, José Yudica, Silvio Marzolini                                                                     |
| 16 lipca 1961 | Argentinos Juniors – CA Huracán 2:1 Osvaldo Carceo, Hugo O. González - Carlos A. Arredondo                                                                           |
| 16 lipca 1961 | Los Andes Buenos Aires – Chacarita Juniors 1:4 Elio Montaño - Osvaldo Tornesi (2, 1k), Carlos Diego, Raúl Savoy mecz rozegrany został na stadionie klubu CA Banfield |
| 16 lipca 1961 | Gimnasia y Esgrima La Plata – Atlanta Buenos Aires 2:0 Luis Ciaccia, Diego Bayo                                                                                      |

### Kolejka 10
| Data          | Mecz |
| ------------- | --- |
| 23 lipca 1961 | Atlanta Buenos Aires – Racing Club de Avellaneda 1:1 Luis Artime - Oreste Corbatta                                                                            |
| 23 lipca 1961 | Chacarita Juniors – Boca Juniors 0:1 Dino Sani |
| 23 lipca 1961 | Independiente – San Lorenzo de Almagro 0:0 mecz rozegrany został na stadionie klubu Racing Club de Avellaneda                                                 |
| 23 lipca 1961 | River Plate – Rosario Central 4:2 “Roberto” Frojuelo, José García Castro “Pepillo”, Jesús Castro s, Vladem Lázaro Ruiz Quevedo “Delem” - Miguel A. Juárez (2) |
| 23 lipca 1961 | Estudiantes La Plata – Argentinos Juniors 1:3 Miguel A. Muñoz - Osvaldo Carceo (3)                                                                            |
| 23 lipca 1961 | Club Atlético Lanús – Los Andes Buenos Aires 1:2 Juan C. Lallana - Héctor Pedutto (k), Ángel Reynoso                                                          |
| 23 lipca 1961 | CA Huracán – Ferro Carril Oeste 4:1 Alberto Rendo, Norberto Menéndez (2, 1k), Osvaldo Crosta - Dante Lugo (k)                                                 |
| 23 lipca 1961 | Vélez Sarsfield – Gimnasia y Esgrima La Plata 1:1 Pedro Callá - Ricardo Infante                                                                               |

### Kolejka 11
| Data          | Mecz |
| ------------- | --- |
| 30 lipca 1961 | Racing Club de Avellaneda – Vélez Sarsfield 1:1 Pedro Mansilla - Roberto Bonnano                                             |
| 30 lipca 1961 | Gimnasia y Esgrima La Plata – San Lorenzo de Almagro 0:2 Miguel A. Ruiz, Oscar Rossi                                         |
| 30 lipca 1961 | Los Andes Buenos Aires – River Plate 0:2 Moacyr Pinto, Héctor Pederzoli mecz rozegrany został na stadionie klubu CA Banfield |
| 30 lipca 1961 | Argentinos Juniors – Chacarita Juniors 0:1 Eduardo Restivo                                                                   |
| 30 lipca 1961 | Boca Juniors – Club Atlético Lanús 2:2 Dino Sani, Paulo Valentim - Juan C. Lallana (2)                                       |
| 30 lipca 1961 | Ferro Carril Oeste – Estudiantes La Plata 3:1 Dante Lugo (k), Antonio Garabal, Rudymar Machado - Paulinho de Almeida         |
| 30 lipca 1961 | Rosario Central – Atlanta Buenos Aires 1:3 Alejandro Báez - Luis Artime (3)                                                  |
| 30 lipca 1961 | CA Huracán – Independiente 0:2 Luis E. Suárez, Ramón Abeledo                                                                 |

### Kolejka 12
| Data            | Mecz |
| --------------- | --- |
| 6 sierpnia 1961 | San Lorenzo de Almagro – Racing Club de Avellaneda 2:2 Guillermo Reynoso, Norberto Boggio - Rubén H. Sosa, Juan J. Pizzuti               |
| 6 sierpnia 1961 | River Plate – Boca Juniors 2:2 Moacyr Pinto, José García Castro “Pepillo” - Víctor Benítez, Paulo Valentim                               |
| 6 sierpnia 1961 | Independiente – Gimnasia y Esgrima La Plata 2:0 Edgardo D’Ascenzo (2) mecz rozegrany został na stadionie klubu Racing Club de Avellaneda |
| 6 sierpnia 1961 | Club Atlético Lanús – Argentinos Juniors 1:0 Eduardo Curia (k)                                                                           |
| 6 sierpnia 1961 | Atlanta Buenos Aires – Los Andes Buenos Aires 4:0 Norberto Conde, Luis Artime (2), Mario Griguol                                         |
| 6 sierpnia 1961 | Vélez Sarsfield – Rosario Central 2:2 Pedro Callá (2) - César Menotti (k), Gualberto Muggione                                            |
| 6 sierpnia 1961 | Estudiantes La Plata – CA Huracán 0:4 Eduardo Domínguez, Ernesto Juárez, Jesús Roldán (2)                                                |
| 6 sierpnia 1961 | Chacarita Juniors – Ferro Carril Oeste 1:0 Roberto Brookes                                                                               |

### Kolejka 13
| Data             | Mecz |
| ---------------- | --- |
| 13 sierpnia 1961 | Racing Club de Avellaneda – Gimnasia y Esgrima La Plata 1:0 Carlos Borges                                                                     |
| 13 sierpnia 1961 | Argentinos Juniors – River Plate 1:1 Diogo Aitor - José García Castro “Pepillo” mecz rozegrany został na stadionie klubu Atlanta Buenos Aires |
| 13 sierpnia 1961 | Los Andes Buenos Aires – Vélez Sarsfield 0:1 Omar Devani mecz rozegrany został na stadionie klubu CA Banfield                                 |
| 13 sierpnia 1961 | Ferro Carril Oeste – Club Atlético Lanús 0:1 Juan C. Lallana                                                                                  |
| 13 sierpnia 1961 | Rosario Central – San Lorenzo de Almagro 4:0 Alejandro Báez, Marcelo Pagani, Ricardo F. Giménez, César Menotti                                |
| 13 sierpnia 1961 | Estudiantes La Plata – Independiente 3:3 Luis M. Pereyra, Juan C. Rulli, Héctor N. Silva (k) - Pedro Cabral (2), Luis E. Suárez               |
| 13 sierpnia 1961 | CA Huracán – Chacarita Juniors 2:2 Jesús Roldán (2) - Osvaldo Tornesi, Carlos Diego                                                           |
| 13 sierpnia 1961 | Boca Juniors – Atlanta Buenos Aires 2:3 José Yudica, Paulo Valentim (k) - Alberto M. González (2), Luis Artime                                |

### Kolejka 14
| Data             | Mecz                                                                                                  |
| ---------------- | --- |
| 20 sierpnia 1961 | Independiente – Racing Club de Avellaneda 4:0 João Lanzoni (2), Ramón Abeledo, Luis E. Suárez         |
| 20 sierpnia 1961 | San Lorenzo de Almagro – Los Andes Buenos Aires 2:1 Raúl Páez (k), Norberto Boggio - Víctor Rodríguez |
| 20 sierpnia 1961 | River Plate – Ferro Carril Oeste 1:0 Héctor R. Carrasco s                                             |
| 20 sierpnia 1961 | Vélez Sarsfield – Boca Juniors 1:1 Pedro Callá - Dino Sani                                            |
| 20 sierpnia 1961 | Atlanta Buenos Aires – Argentinos Juniors 1:2 Luis Artime - Mario Sciarra, Ricardo Ramaciotti         |
| 20 sierpnia 1961 | Chacarita Juniors – Estudiantes La Plata 1:1 Mario Rodríguez - Héctor N. Silva (k)                    |
| 20 sierpnia 1961 | Gimnasia y Esgrima La Plata – Rosario Central 2:1 Luis Ciaccia, Néstor Isella (k) - Alejandro Báez    |
| 20 sierpnia 1961 | Club Atlético Lanús – CA Huracán 2:1 Juan C. Lallana, Eduardo Curia (k) - Osvaldo Crosta              |

### Kolejka 15
| Data             | Mecz |
| ---------------- | --- |
| 15 sierpnia 1961 | CA Huracán – River Plate 0:0 |
| 27 sierpnia 1961 | Rosario Central – Racing Club de Avellaneda 3:3 César Menotti (2, 1k), Marcelo Pagani - Rubén H. Sosa (2), Raúl O. Belén                                         |
| 27 sierpnia 1961 | Boca Juniors – San Lorenzo de Almagro 1:0 Humberto Taborda |
| 27 sierpnia 1961 | Argentinos Juniors – Vélez Sarsfield 1:1 Roberto Román - Roberto Bonnano                                                                                         |
| 27 sierpnia 1961 | Independiente – Chacarita Juniors 1:0 Edgardo D’Ascenzo |
| 27 sierpnia 1961 | Ferro Carril Oeste – Atlanta Buenos Aires 1:4 Antonio Garabal - Luis Artime (3), Alberto M. González                                                             |
| 27 sierpnia 1961 | Estudiantes La Plata – Club Atlético Lanús 0:0 |
| 27 sierpnia 1961 | Los Andes Buenos Aires – Gimnasia y Esgrima La Plata 2:1 Miguel A. Baiocco, José N. Villegas - Eliseo Prado mecz rozegrany został na stadionie klubu CA Banfield |

### Kolejka 16
| Data            | Mecz |
| --------------- | --- |
| 3 września 1961 | Los Andes Buenos Aires – Racing Club de Avellaneda 0:3 Oreste Corbatta, Pedro Mansilla (2) mecz rozegrany został na stadionie klubu CA Banfield |
| 3 września 1961 | Estudiantes La Plata – River Plate 1:4 Luis M. Pereyra - Alfredo Rojas (2), Juan C. Sarnari, Domingo Pérez                                      |
| 3 września 1961 | Argentinos Juniors – San Lorenzo de Almagro 0:3 Guillermo Reynoso, Eladio Rodríguez (2)                                                         |
| 3 września 1961 | Boca Juniors – Gimnasia y Esgrima La Plata 0:2 Néstor Isella, Oscar Gómez Sánchez                                                               |
| 3 września 1961 | Ferro Carril Oeste – Vélez Sarsfield 1:1 Julio C. Dalmao s - Roberto Bonnano                                                                    |
| 3 września 1961 | Independiente – Rosario Central 3:2 Luis E. Suárez, Jorge A. Vázquez, João Lanzoni - Miguel A. Juárez (2)                                       |
| 3 września 1961 | CA Huracán – Atlanta Buenos Aires 1:1 Eduardo Domínguez - Luis Artime                                                                           |
| 3 września 1961 | Chacarita Juniors – Club Atlético Lanús 3:2 Roberto Brookes, Raúl Savoy, Mario Rodríguez - Eduardo Curia, José R. Vázquez s                     |

### Kolejka 17
| Data             | Mecz |
| ---------------- | --- |
| 10 września 1961 | Racing Club de Avellaneda – Boca Juniors 3:1 Víctor Benítez s, Raúl O. Belén, Rubén H. Sosa - Paulo Valentim                         |
| 10 września 1961 | River Plate – Chacarita Juniors 0:2 Mario Rodríguez, Hernán Nonis                                                                    |
| 10 września 1961 | Club Atlético Lanús – Independiente 0:0                                                                                              |
| 10 września 1961 | San Lorenzo de Almagro – Ferro Carril Oeste 2:1 José F. Sanfilippo (2) - Manuel López                                                |
| 10 września 1961 | Gimnasia y Esgrima La Plata – Argentinos Juniors 3:1 Diego Bayo (3, 1k) - Mario Sciarra                                              |
| 10 września 1961 | Atlanta Buenos Aires – Estudiantes La Plata 1:1 Luis Artime - Luis M. Pereyra                                                        |
| 10 września 1961 | Rosario Central – Los Andes Buenos Aires 4:3 César Menotti, Marcelo Pagani (2), Alejandro Báez - Elio Montaño (2), Miguel A. Baiocco |
| 10 września 1961 | Vélez Sarsfield – CA Huracán 0:1 Osvaldo Crosta                                                                                      |

### Kolejka 18
| Data             | Mecz |
| ---------------- | --- |
| 17 września 1961 | Argentinos Juniors – Racing Club de Avellaneda 0:1 Juan J. Pizzuti mecz rozegrany został na stadionie klubu Atlanta Buenos Aires |
| 17 września 1961 | CA Huracán – San Lorenzo de Almagro 0:0                                                                                          |
| 17 września 1961 | Boca Juniors – Rosario Central 5:1 Paulo Valentim (2), Víctor Benítez (2), José Casares s - César Menotti                        |
| 17 września 1961 | Ferro Carril Oeste – Gimnasia y Esgrima La Plata 3:0 Felipe Ribaudo, Dante Lugo, Alfredo González                                |
| 17 września 1961 | Independiente – Los Andes Buenos Aires 2:1 Ramón Abeledo, Tomás Rolan (k) - Elio Montaño                                         |
| 17 września 1961 | Estudiantes La Plata – Vélez Sarsfield 0:1 Manuel Castillo s                                                                     |
| 17 września 1961 | Chacarita Juniors – Atlanta Buenos Aires 1:0 Eduardo Restivo                                                                     |
| 17 września 1961 | Club Atlético Lanús – River Plate 1:1 Eduardo Curia (k) - “Roberto” Frojuelo                                                     |

### Kolejka 19
| Data             | Mecz |
| ---------------- | --- |
| 24 września 1961 | Racing Club de Avellaneda – Ferro Carril Oeste 3:2 Juan J. Pizzuti (2), Rubén H. Sosa - Alfredo González, Felipe Ribaudo     |
| 24 września 1961 | River Plate – Independiente 3:0 Ermindo Onega, José L. Luna (2)                                                              |
| 24 września 1961 | Los Andes Buenos Aires – Boca Juniors 0:2 Miguel Pezzi, José Yudica mecz rozegrany został na stadionie klubu CA Banfield     |
| 24 września 1961 | San Lorenzo de Almagro – Estudiantes La Plata 3:0 José F. Sanfilippo, Félix Leeb (2)                                         |
| 24 września 1961 | Vélez Sarsfield – Chacarita Juniors 3:0 Oscar Martín s, Roberto Cosentino, Roberto Bonnano                                   |
| 24 września 1961 | Atlanta Buenos Aires – Club Atlético Lanús 3:2 Julio Nuin, Walter Roque, Mario Griguol - Eduardo Curia (k), Juan C. Lallana  |
| 24 września 1961 | Rosario Central – Argentinos Juniors 0:2 Ricardo Bazo, Osvaldo Canadel                                                       |
| 24 września 1961 | Gimnasia y Esgrima La Plata – CA Huracán 3:3 Diego Bayo, Ricardo Infante (2) - Juan A. Castro, José A. Carbone, Jesús Roldán |

### Kolejka 20
| Data                | Mecz                                                                                    |
| ------------------- | --------------------------------------------------------------------------------------- |
| 1 października 1961 | CA Huracán – Racing Club de Avellaneda 1:1 Carlos A. Arredondo (k) - José B. Sanez s    |
| 1 października 1961 | Chacarita Juniors – San Lorenzo de Almagro 1:1 Mario Rodríguez - Norberto Boggio        |
| 1 października 1961 | River Plate – Atlanta Buenos Aires 1:1 Moacyr Pinto - Alberto M. González               |
| 1 października 1961 | Independiente – Boca Juniors 0:2 Raúl Pérez, Paulo Valentim                             |
| 1 października 1961 | Estudiantes La Plata – Gimnasia y Esgrima La Plata 2:1 Luis M. Pereyra (2) - Diego Bayo |
| 1 października 1961 | Club Atlético Lanús – Vélez Sarsfield 1:0 Urbano Reynoso                                |
| 1 października 1961 | Ferro Carril Oeste – Rosario Central 1:0 Dante Lugo                                     |
| 1 października 1961 | Argentinos Juniors – Los Andes Buenos Aires 2:1 Diogo Aitor (2, 1k) - Dardo Migone      |

### Kolejka 21
| Data                | Mecz |
| ------------------- | --- |
| 8 października 1961 | Racing Club de Avellaneda – Estudiantes La Plata 2:1 Oreste Corbatta (k), Juan J. Pizzuti - Héctor Antonio                                                         |
| 8 października 1961 | Vélez Sarsfield – River Plate 2:1 Rubén E. Fernández, Pedro Callá - Moacyr Pinto                                                                                   |
| 8 października 1961 | Boca Juniors – Argentinos Juniors 1:2 Paulo Valentim (k) - Diogo Aitor (2), Martín Pando                                                                           |
| 8 października 1961 | Atlanta Buenos Aires – Independiente 4:2 Julio Nuin (2, 1k), Luis Artime, Hugo O. González - Roberto Saporiti (2)                                                  |
| 8 października 1961 | Rosario Central – CA Huracán 0:3 Eduardo Domínguez, Juan A. Castro, ?                                                                                              |
| 8 października 1961 | San Lorenzo de Almagro – Club Atlético Lanús 3:0 Guillermo Reynoso, Norberto Boggio, José Sanfilippo (k)                                                           |
| 8 października 1961 | Los Andes Buenos Aires – Ferro Carril Oeste 3:0 Miguel A. Baiocco, Elio Montaño, José N. Villegas mecz rozegrany został na stadionie klubu CA Argentino de Quilmes |
| 8 października 1961 | Gimnasia y Esgrima La Plata – Chacarita Juniors 3:4 Diego Bayo (3, 1k) - Mario Rodríguez (2), Eduardo Restivo (2)                                                  |

### Kolejka 22
| Data                 | Mecz |
| -------------------- | --- |
| 15 października 1961 | Chacarita Juniors – Racing Club de Avellaneda 1:1 Osvaldo Tornesi - David Iñigo s                                                       |
| 15 października 1961 | Ferro Carril Oeste – Boca Juniors 1:2 Felipe Ribaudo - Antonio Rattín, Paulo Valentim                                                   |
| 15 października 1961 | Estudiantes La Plata – Rosario Central 2:2 Pedro Prospitti (2, 1k) - Miguel A. Juárez, César Menotti                                    |
| 15 października 1961 | River Plate – San Lorenzo de Almagro 0:1 Carlos Cabrera                                                                                 |
| 15 października 1961 | Atlanta Buenos Aires – Vélez Sarsfield 2:2 Luis Artime, Julio Nuin (k) - Pedro Callá, Rubén E. Fernández                                |
| 15 października 1961 | Independiente – Argentinos Juniors 5:2 Roberto Saporiti, Roque Ditro s, Walter Jiménez, Osvaldo Cruz, Raúl Bernao - Diogo Aitor (2, 1k) |
| 15 października 1961 | Club Atlético Lanús – Gimnasia y Esgrima La Plata 3:1 Juan C. Lallana (3) - Juan N. Risso                                               |
| 15 października 1961 | CA Huracán – Los Andes Buenos Aires 1:3 Miguel Reznik - José U. Farías, Américo Sesti, José N. Villegas                                 |

### Kolejka 23
| Data                 | Mecz |
| -------------------- | --- |
| 22 października 1961 | Racing Club de Avellaneda – Club Atlético Lanús 5:0 Juan J. Pizzuti (2), Anacleto Peano, Héctor Berón, Rubén H. Sosa                                    |
| 22 października 1961 | Boca Juniors – CA Huracán 1:1 Paulo Valentim - José A. Diz                                                                                              |
| 22 października 1961 | San Lorenzo de Almagro – Atlanta Buenos Aires 0:0 |
| 22 października 1961 | Vélez Sarsfield – Independiente 3:1 José Fernández Den, Aníbal Mosca, Rubén E. Fernández - João Lanzoni                                                 |
| 22 października 1961 | Argentinos Juniors – Ferro Carril Oeste 1:3 Ricardo Ramaciotti - Alfredo González, Dante Lugo, Felipe Ribaudo                                           |
| 22 października 1961 | Rosario Central – Chacarita Juniors 5:1 Marcelo Pagani (2), César Menotti (2), Gualberto Muggione - Osvaldo Tornesi                                     |
| 22 października 1961 | Los Andes Buenos Aires – Estudiantes La Plata 0:3 Luis M. Pereyra, Pedro Prospitti (2) mecz rozegrany został na stadionie klubu CA Argentino de Quilmes |
| 22 października 1961 | Gimnasia y Esgrima La Plata – River Plate 0:2 Milton da Silva “Salvador”, Domingo Pérez                                                                 |

### Kolejka 24
| Data                 | Mecz |
| -------------------- | --- |
| 29 października 1961 | River Plate – Racing Club de Avellaneda 1:1 Ermindo Onega - Federico Sacchi                                                                         |
| 29 października 1961 | Atlanta Buenos Aires – Gimnasia y Esgrima La Plata 2:1 Luis Artime, Alberto M. González - Néstor Isella                                             |
| 29 października 1961 | Club Atlético Lanús – Rosario Central 3:0 Juan C. Lallana (3, 1k)                                                                                   |
| 29 października 1961 | Independiente – Ferro Carril Oeste 0:1 Felipe Ribaudo                                                                                               |
| 29 października 1961 | Chacarita Juniors – Los Andes Buenos Aires 6:2 Raúl Savoy (2), Mario Rodríguez (2), Eduardo Restivo, Hernán Nonis - Ángel Reynoso, José N. Villegas |
| 29 października 1961 | CA Huracán – Argentinos Juniors 3:2 Juan A. Castro (2), Norberto Menéndez - Martín Canseco, Diogo Aitor                                             |
| 29 października 1961 | Estudiantes La Plata – Boca Juniors 2:2 Aníbal Tarabini, Pedro Prospitti - Silvio Marzolini, Paulo Valentim (k)                                     |
| 29 października 1961 | Vélez Sarsfield – San Lorenzo de Almagro 2:3 Rubén E. Fernández, Aníbal Mosca - José F. Sanfilippo (2, 1k), Félix Leeb                              |

### Kolejka 25
| Data                 | Mecz |
| -------------------- | --- |
| 31 października 1961 | Chacarita Juniors – Chacarita Juniors 6:0 Miguel A. Loayza (3), Paulo Valentim (2, 1k), Roberto Moreno s                                                                                       |
| 1 listopada 1961     | Racing Club de Avellaneda – Atlanta Buenos Aires 2:0 Anacleto Peano, Rubén H. Sosa |
| 1 listopada 1961     | Los Andes Buenos Aires – Club Atlético Lanús 4:1 José N. Villegas, Dardo Migone, Ángel Reynoso, José Díaz s - Juan C. Lallana mecz rozegrany został na stadionie klubu CA Argentino de Quilmes |
| 1 listopada 1961     | San Lorenzo de Almagro – Independiente 0:1 Luis E. Suárez |
| 1 listopada 1961     | Ferro Carril Oeste – CA Huracán 1:1 Alfredo González - Juan A. Castro |
| 1 listopada 1961     | Gimnasia y Esgrima La Plata – Vélez Sarsfield 1:0 Diego Bayo (k) |
| 1 listopada 1961     | Argentinos Juniors – Estudiantes La Plata 3:1 Osvaldo Carceo, Martín Pando, Ricardo Ramaciotti - Aníbal Tarabini                                                                               |
| 1 listopada 1961     | Rosario Central – River Plate 2:4 Néstor Cardoso, Miguel A. Juárez - Ermindo Onega (2), Domingo Pérez, “Roberto” Frojuelo                                                                      |

### Kolejka 26
| Data             | Mecz |
| ---------------- | --- |
| 5 listopada 1961 | Vélez Sarsfield – Racing Club de Avellaneda 0:1 Rubén H. Sosa                                                                   |
| 5 listopada 1961 | Club Atlético Lanús – Boca Juniors 0:5 Osvaldo Nardiello, Paulo Valentim (2), Miguel A. Loayza, José Yudica                     |
| 5 listopada 1961 | San Lorenzo de Almagro – Gimnasia y Esgrima La Plata 4:1 Miguel A. Ruiz, José F. Sanfilippo (3) - Juan A. Ríos s                |
| 5 listopada 1961 | River Plate – Los Andes Buenos Aires 1:2 Moacyr Pinto - José N. Villegas, José U. Farías                                        |
| 5 listopada 1961 | Independiente – CA Huracán 4:3 Tomás Rolan (2), Luis E. Suárez, Ramón Abeledo - Emilio Melón, Juan A. Castro, Eduardo Domínguez |
| 5 listopada 1961 | Estudiantes La Plata – Ferro Carril Oeste 2:0 Hugo D’Ambrosio s, Luis M. Pereyra                                                |
| 5 listopada 1961 | Atlanta Buenos Aires – Rosario Central 3:1 Alberto M. González, Luis Artime, Norberto Conde - Domingo Aranda                    |
| 5 listopada 1961 | Chacarita Juniors – Argentinos Juniors 2:0 Raúl Savoy, Osvaldo Tornesi                                                          |

### Kolejka 27
| Data              | Mecz |
| ----------------- | --- |
| 12 listopada 1961 | Racing Club de Avellaneda – San Lorenzo de Almagro 3:2 (2:0) Widzowie: 32 000 Sędzia: Manuel Velarde. Bramki: 1:0 Rubén Héctor Sosa 3, 2:0 Oreste Osmar Corbatta 15k, 3:0 Oreste Osmar Corbatta 75k, 3:1 José Francisco Sanfilippo 86k, 3:2 Carlos Cabrera 89 Racing Club de Avellaneda: Osvaldo Jorge Negri – Norberto Anido, Juan Carlos Mesías, Roberto Blanco, Anacleto Peano, Federico Sacchi, Oreste Osmar Corbatta, Juan José Pizzuti, Juan Carlos Oleniak, Rubén Héctor Sosa, Raúl Oscar Belén. Club Atlético San Lorenzo de Almagro: Vladimir Tarnawsky – Humberto Indalecio Cancino, Silvio Ramón Ruiz, Juan Andrés Ríos, Guillermo César Reynoso, Raúl Alberto Páez, Carlos Cabrera, Miguel Ángel Ruiz, Oscar Pablo Rossi, José Francisco Sanfilippo, Norberto Constante Boggio. |
| 12 listopada 1961 | Boca Juniors – River Plate 3:1 Paulo Valentim (3) - Vladem Lázaro Ruiz Quevedo “Delem” |
| 12 listopada 1961 | CA Huracán – Estudiantes La Plata 2:0 Miguel Reznik, Eduardo Domínguez |
| 12 listopada 1961 | Los Andes Buenos Aires – Atlanta Buenos Aires 2:0 Víctor Rodríguez, Dardo Migone mecz rozegrany został na stadionie klubu CA Argentino de Quilmes |
| 12 listopada 1961 | Rosario Central – Vélez Sarsfield 4:3 Miguel A. Juárez (2), Marcelo Pagani, Alejo Medina - Marcelo López Espinosa (2), Miguel A. Basílico mecz rozegrany został na stadionie klubu Newell’s Old Boys |
| 12 listopada 1961 | Ferro Carril Oeste – Chacarita Juniors 4:0 Antonio Garabal, Alfredo González (3) |
| 12 listopada 1961 | Argentinos Juniors – Club Atlético Lanús 5:2 Juan Tamburrino, Osvaldo Canadel, Ricardo Ramaciotti, Hugo O. González, Martín Pando - Juan C. Godoy, Raúl Graziolo |
| 12 listopada 1961 | Gimnasia y Esgrima La Plata – Independiente 4:3 Daniel Bayo, Diego Bayo, Oscar Gómez Sánchez, Luis Ciaccia - Luis E. Suárez (2), Ramón Abeledo |

### Kolejka 28
| Data              | Mecz |
| ----------------- | --- |
| 21 listopada 1961 | River Plate – Argentinos Juniors 3:0 Vladem Lázaro Ruiz Quevedo “Delem” (2), Ermindo Onega                                                     |
| 22 listopada 1961 | Gimnasia y Esgrima La Plata – Racing Club de Avellaneda 8:1 Hugo Carro (4), Daniel Bayo, Diego Bayo (2), Oscar Gómez Sánchez - Federico Sacchi |
| 22 listopada 1961 | Atlanta Buenos Aires – Boca Juniors 3:2 Luis Artime (2), Julio Nuin (k) - Paulo Valentim (k), José Yudica                                      |
| 22 listopada 1961 | Independiente – Estudiantes La Plata 1:0 Tomás Rolan                                                                                           |
| 22 listopada 1961 | Chacarita Juniors – CA Huracán 5:0 Roberto Moreno, Mario Rodríguez (k), Osvaldo Tornesi (k), Eduardo Restivo, Hernán Nonis                     |
| 22 listopada 1961 | Vélez Sarsfield – Los Andes Buenos Aires 3:1 Marcelo López Espinosa, Pedro Callá, Juan A. Pastorini - Héctor Abril                             |
| 22 listopada 1961 | Club Atlético Lanús – Ferro Carril Oeste 2:1 Eduardo Curia (2) - Dante Lugo                                                                    |
| 22 listopada 1961 | San Lorenzo de Almagro – Rosario Central 4:1 Héctor Facundo, José Sanfilippo (2, 1k), Norberto Boggio - Marcelo Pagani                         |

### Kolejka 29
| Data              | Mecz |
| ----------------- | --- |
| 26 listopada 1961 | Racing Club de Avellaneda – Independiente 1:1 Raúl O. Belén - Edgardo D’Ascenzo |
| 26 listopada 1961 | Ferro Carril Oeste – River Plate 1:3 ? - ?, ? |
| 26 listopada 1961 | Argentinos Juniors – Atlanta Buenos Aires 1:1 Roberto Román - Luis Artime |
| 26 listopada 1961 | Estudiantes La Plata – Chacarita Juniors 1:1 Héctor Antonio - Mario Rodríguez |
| 26 listopada 1961 | Boca Juniors – Vélez Sarsfield 0:0 |
| 26 listopada 1961 | CA Huracán – Club Atlético Lanús 1:1 ? - ? |
| 26 listopada 1961 | Rosario Central – Gimnasia y Esgrima La Plata 4:3 Marcelo Pagani (2), Gualberto Muggione, Alejo Medina (k) - José Casares s, Oscar Gómez Sánchez (2)                                                      |
| 26 listopada 1961 | Los Andes Buenos Aires – San Lorenzo de Almagro 3:5 Ángel Reynoso (2), Ramón Salas - José F. Sanfilippo (3), Félix Leeb, Norberto Boggio mecz rozegrany został na stadionie klubu CA Argentino de Quilmes |

### Kolejka 30
| Data           | Mecz |
| -------------- | --- |
| 1 grudnia 1961 | River Plate – CA Huracán 1:0 Vladem Lázaro Ruiz Quevedo “Delem”                                                                         |
| 2 grudnia 1961 | Gimnasia y Esgrima La Plata – Los Andes Buenos Aires 2:0 Diego Bayo, Eliseo Prado                                                       |
| 3 grudnia 1961 | Racing Club de Avellaneda – Rosario Central 6:2 Juan J. Pizzuti, Juan P. Bregante (2), Raúl O. Belén (3) - Marcelo Pagani, Alejo Medina |
| 3 grudnia 1961 | San Lorenzo de Almagro – Boca Juniors 3:0 Félix Leeb, José F. Sanfilippo (2)                                                            |
| 3 grudnia 1961 | Club Atlético Lanús – Estudiantes La Plata 1:1 Urbano Reynoso - Juan C. Rulli                                                           |
| 3 grudnia 1961 | Chacarita Juniors – Independiente 1:1 Hernán Nonis - Luis E. Suárez                                                                     |
| 3 grudnia 1961 | Vélez Sarsfield – Argentinos Juniors 3:1 Miguel A. Basílico, Juan A. Pastorini, Marcelo López Espinosa - Roberto Román                  |
| 3 grudnia 1961 | Atlanta Buenos Aires – Ferro Carril Oeste 0:0                                                                                           |

### Końcowa tabela sezonu 1961
| Poz | Klub                        | Mecze | Zw | Rem | Por | Pkt | BrZd | BrStr |
| --- | --------------------------- | ----- | -- | --- | --- | --- | ---- | ----- |
| 1   | Racing Club de Avellaneda   | 30    | 19 | 9   | 2   | 47  | 68   | 39    |
| 2   | San Lorenzo de Almagro      | 30    | 16 | 8   | 6   | 40  | 56   | 35    |
| 3   | River Plate                 | 30    | 15 | 8   | 7   | 38  | 53   | 30    |
| 4   | Atlanta Buenos Aires        | 30    | 13 | 11  | 6   | 37  | 49   | 34    |
| 5   | Boca Juniors                | 30    | 14 | 7   | 9   | 35  | 57   | 33    |
| 6   | Independiente               | 30    | 12 | 9   | 9   | 33  | 46   | 40    |
| 7   | CA Vélez Sarsfield          | 30    | 10 | 11  | 9   | 31  | 43   | 38    |
| 8   | Chacarita Juniors           | 30    | 12 | 7   | 11  | 31  | 49   | 53    |
| 9   | Gimnasia y Esgrima La Plata | 30    | 12 | 4   | 14  | 28  | 56   | 53    |
| 10  | CA Huracán                  | 30    | 7  | 11  | 12  | 25  | 43   | 51    |
| 11  | Argentinos Juniors          | 30    | 10 | 4   | 16  | 24  | 42   | 56    |
| 12  | Club Atlético Lanús         | 30    | 7  | 10  | 13  | 24  | 36   | 59    |
| 13  | Rosario Central             | 30    | 7  | 9   | 14  | 23  | 54   | 69    |
| 14  | Estudiantes La Plata        | 30    | 4  | 14  | 12  | 22  | 29   | 47    |
| 15  | Ferro Carril Oeste          | 30    | 8  | 5   | 17  | 21  | 38   | 55    |
| 16  | Los Andes Buenos Aires      | 30    | 10 | 1   | 19  | 21  | 38   | 65    |

### Tablica spadkowa na koniec sezonu 1961
Tabela spadkowa zadecydowała o tym, które kluby spadną do drugiej ligi. O kolejności decydowała średnia liczba punktów zdobyta w pierwszej lidze w ostatnich trzech sezonach w przeliczeniu na jeden rozegrany sezon.
| Poz | Klub                        | 1959 | 1960 | 1961 | Średnia |
| --- | --------------------------- | ---- | ---- | ---- | ------- |
| 1   | Racing Club de Avellaneda   | 38   | 37   | 47   | 40.67   |
| 2   | San Lorenzo de Almagro      | 45   | 36   | 40   | 40.33   |
| 3   | River Plate                 | 32   | 39   | 38   | 36.33   |
| 4   | Independiente               | 33   | 41   | 33   | 35.67   |
| 5   | Boca Juniors                | 30   | 37   | 35   | 34.00   |
| 6   | Atlanta Buenos Aires        | 32   | 27   | 37   | 32.00   |
| 7   | CA Vélez Sarsfield          | 26   | 33   | 31   | 30.00   |
| 8   | Chacarita Juniors           | 0    | 28   | 31   | 29.50   |
| 9   | Argentinos Juniors          | 25   | 39   | 24   | 29.33   |
| 10  | CA Huracán                  | 30   | 28   | 25   | 27.67   |
| 11  | Gimnasia y Esgrima La Plata | 25   | 25   | 28   | 26.00   |
| 12  | Rosario Central             | 23   | 29   | 23   | 25.00   |
| 13  | Estudiantes La Plata        | 28   | 23   | 22   | 24.33   |
| 14  | Ferro Carril Oeste          | 33   | 19   | 21   | 24.33   |
| 15  | Club Atlético Lanús         | 27   | 21   | 24   | 24.00   |
| 16  | Los Andes Buenos Aires      | 0    | 0    | 21   | 21.00   |

### Klasyfikacja strzelców bramek 1961
| Gole | Piłkarz         | Klub                        |
| ---- | --------------- | --------------------------- |
| 26   | José Sanfilippo | San Lorenzo de Almagro      |
| 25   | Luis Artime     | Atlanta Buenos Aires        |
| 24   | Paulo Valentim  | Boca Juniors                |
| 19   | Diego Bayo      | Gimnasia y Esgrima La Plata |
| 16   | Juan Lallana    | Club Atlético Lanús         |